# Jan Woźnicki
Jan Woźnicki (ur. 15 sierpnia 1881 w Nieszawie, zm. 5 maja 1945 w Warszawie) – polski nauczyciel, działacz PSL „Wyzwolenie” i SL, członek Rady Obrony Państwa, wicemarszałek Sejmu i Senatu II RP.

## Życiorys
Ukończył Seminarium Nauczycielskie w Siennicy w powiecie mińskim, następnie był nauczycielem w Lubrańcu na Kujawach. W 1899 rozpoczął działalność społeczną w Polskiej Macierzy Szkolnej; zwolennik bojkotu rosyjskiego szkolnictwa w Królestwie.
W 1904 wstąpił do Stronnictwa Narodowo-Demokratycznego, gdzie prowadził działalność kulturalno-oświatową, zorganizował na Kujawach Koła „Macierzy Szkolnej” i wszedł do zarządu jej okręgu kujawskiego. Po zamknięciu „Macierzy” nie ustał w pracy, prowadząc ją w różnych dziedzinach nawet w czasie wojny. W 1906 za organizowanie akcji, mającej na celu polszczeniu gminy i szkoły był uwięziony, następnie organizował w dalszym ciągu akcję przeciwko rusyfikacji szkolnictwa powszechnego. W końcu roku 1906 wystąpił ze Stronnictwa Narodowo-Demokratycznego, nie mogąc pogodzić się z pokojową jego taktyką wobec nakazu wprowadzenia z powrotem języka rosyjskiego do szkół.
W Lubrańcu założył orkiestrę amatorską pod własną dyrekcją, prowadził stały teatr amatorski, zorganizował czytelnię i bibliotekę, prowadził kursy dla dorosłych.
W czasie I wojny światowej w Legionach i Polskiej Organizacji Wojskowej. Od 1915 członek Polskiego Stronnictwa Ludowego „Wyzwolenie”. W czasie wojny brał udział w organizacyjnej pracy nauczycielstwa szkół powszechnych. Był jednym z założycieli, a następnie został członkiem honorowym Związku Nauczycielstwa Polskiego.
Po odzyskaniu niepodległości, od 1919 członek Zarządu Głównego PSL „Wyzwolenie” i z jego listy poseł na Sejm Ustawodawczy oraz sekretarz klubu sejmowego PSL „Wyzwolenie”. W 1919 złożył wniosek w Sejmie w sprawie nadużyć dokonywanych przez policję państwowa i wojsko w czasie tłumienia strajków chłopskich. W 1920, w czasie wojny polsko-radzieckiej, w liczbie 10 najwybitniejszych członków Sejmu został wybrany na członka Rady Obrony Państwa. Był członkiem Obywatelskiego Komitetu Wykonawczego Obrony Państwa w 1920 roku. Na stanowisku tym był przez cały czas zwolennikiem walki bezwzględnej aż do honorowego zwycięstwa. W 1922 wybrany był z list państwowych PSL „Wyzwolenie” do Sejmu i do Senatu. Zrzekł się mandatu poselskiego, a został senatorem I kadencji. Klub „Wyzwolenia” w Senacie wybrał go na swego prezesa, które to stanowisko piastował przez cały czas kadencji Senatu. Był nie tylko liderem swego Klubu w Senacie, ale i przywódcą całej lewicy w tej Izbie. Liczne były jego wystąpienia i przemówienia, które zjednały mu uznanie całego parlamentu, nieraz bez różnicy stronnictw. Od początku istnienia Senatu był jego wicemarszałkiem, pełniąc często z dużym taktem obowiązki marszałka. Oprócz tego był członkiem Komisji Skarbowo-Budżetowej, interesując się zawsze sprawami oświatowymi.
Na początku 1924 przebywał w Stanach Zjednoczonych Ameryki. W ciągu 3 i pół miesięcy wygłosił przemówienia o Polsce i jej przyszłości na 80 wiecach we wszystkich miastach Stanów Zjednoczonych, gdzie w większej liczbie mieszkają Polacy. Poza tym wygłosił około 20 odczytów o roku 1920, o Konstytucji Rzeczypospolitej i o ruchu ludowym w Polsce. Objazd ten miał duże znaczenie dla lewicowego odłamu Polonii Amerykańskiej. Odczyt, wygłoszony w Paryżu po drodze do Ameryki, o najściu bolszewickim 1920 roku zyskał duże uznanie polskiej kolonii paryskiej z Władysławem Mickiewiczem na czele.

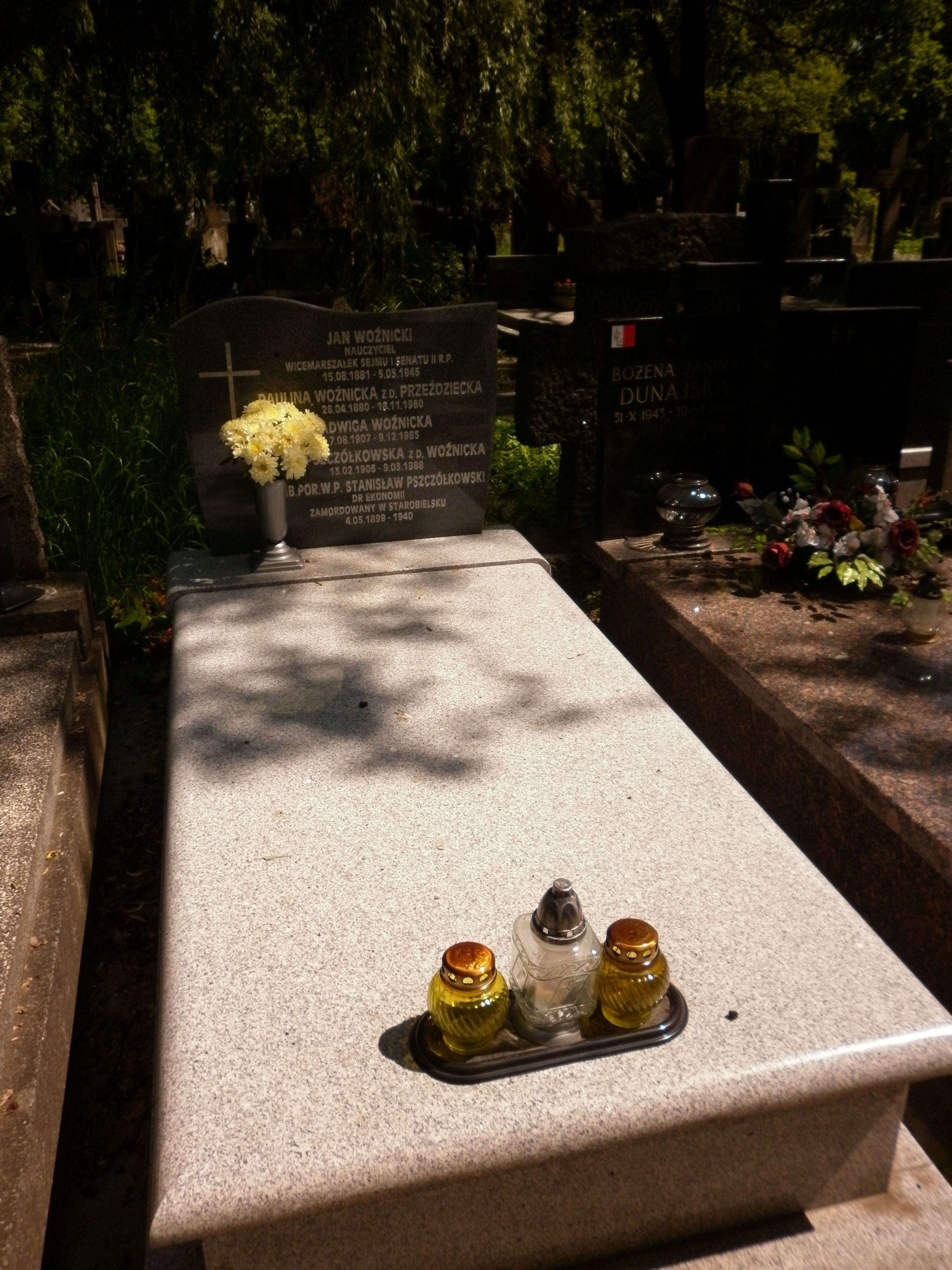
Grób Jana Woźnickiego

Od 16 lutego 1925 wiceprezes Zarządu Głównego PSL „Wyzwolenie”, od stycznia 1926 członek ZG PSL „Wyzwolenie” i prezes klubu senackiego tego stronnictwa. W latach 1928–1930 poseł na Sejm II kadencji i prezes klubu sejmowego PSL „Wyzwolenie” oraz wicemarszałek Sejmu. W październiku 1928 z ramienia swego stronnictwa członek Komisji Porozumiewawczej dla Obrony Republiki i Demokracji, utworzonej przez PSL „Wyzwolenie”, Stronnictwo Chłopskie i Polską Partię Socjalistyczną. 6 września 1930 został członkiem Państwowej Komisji Wyborczej z ramienia Wyzwolenia przed wyborami parlamentarnymi w 1930. W latach 1930–1935 ponownie senator (III kadencji) i prezes klubu senackiego PSL „Wyzwolenie”. Po zjednoczeniu ruchu ludowego 1931 członek Rady Naczelnej i wiceprezes Naczelnego Komitetu Wykonawczego Stronnictwa Ludowego. W 1934 pełnił przejściowo (od kwietnia do czerwca) funkcję prezesa NKW SL, z której zrezygnował. W sierpniu 1935 wraz z grupą posłów wystąpił ze Stronnictwa Ludowego w związku z wydaleniem z SL dotychczasowego prezesa NKW SL – Stanisława Wrony, oskarżonego o malwersacje. Od tej pory odsunął się od życia politycznego i powrócił do szkolnictwa. Po wyzwoleniu członek Stronnictwa Ludowego, z jego listy poseł do Krajowej Rady Narodowej. Zmarł w hotelu sejmowym w Warszawie w dniu zaprzysiężenia jako poseł KRN 5 maja 1945. Pochowany na cmentarzu Powązkowskim (kwatera 120-2-7).